# Mjassischtschew M-6
Die Mjassischtschew M-6 war ein Projekt für ein vierstrahliges Passagierflugzeug, das in den 1950er Jahren in der Sowjetunion entwickelt wurde. Es wurden auch die Bezeichnungen M-6P und M-29 verwendet. Das Flugzeug wurde von der M-4 abgeleitet, war allerdings als Tiefdecker ausgelegt. Der Rumpf war als Doppelrohr geplant, die Durchmesser sollten für den oberen Teil 3,70 m und unten 3,50 m betragen. Die Maschine hätte 150 Passagiere, bei engerer Bestuhlung auch über 200 befördern können und damit in der Größenordnung der Boeing 707 und Douglas DC-8 gelegen. Äußerlich ähnelte das Flugzeug der Tupolew Tu-110. Allerdings wäre ein Einsatz im Ausland wegen des Tandemfahrwerks problematisch geworden: Die erforderlichen Stützräder an der Tragflächenspitzen hätten einen Abstand  von 52 m aufgewiesen, was ca. 80 m breite Landebahnen erfordert hätte. Das Projekt wurde 1956 zugunsten der Tupolew Tu-114 aufgegeben.
Die Bezeichnung M-6 wurde auch für die 3M, eine Weiterentwicklung der M-4, verwendet.